# Arenga plicata
Arenga plicata är en enhjärtbladig växtart som beskrevs av Mogea. Arenga plicata ingår i släktet Arenga och familjen Arecaceae.
Artens utbredningsområde är Sumatera. Inga underarter finns listade i Catalogue of Life.